# Myrofin

Strukturformel för myrofin.

Myrofin, summaformel C38H51NO4, är ett smärtstillande preparat som tillhör gruppen opioider. Ämnet har en molmassa på 585,82 g/mol.
Substansen är narkotikaklassad och ingår i förteckningen N I i 1961 års allmänna narkotikakonvention, samt i förteckning II i Sverige.